# Typhloblaniulus lorifer
Typhloblaniulus lorifer är en mångfotingart som beskrevs av Henri W. Brölemann 1921. Typhloblaniulus lorifer ingår i släktet Typhloblaniulus och familjen pärlbandsfotingar.

## Underarter
Arten delas in i följande underarter:
- T. l. consoranensis
- T. l. garumnicus